# Zundert (gemeente)

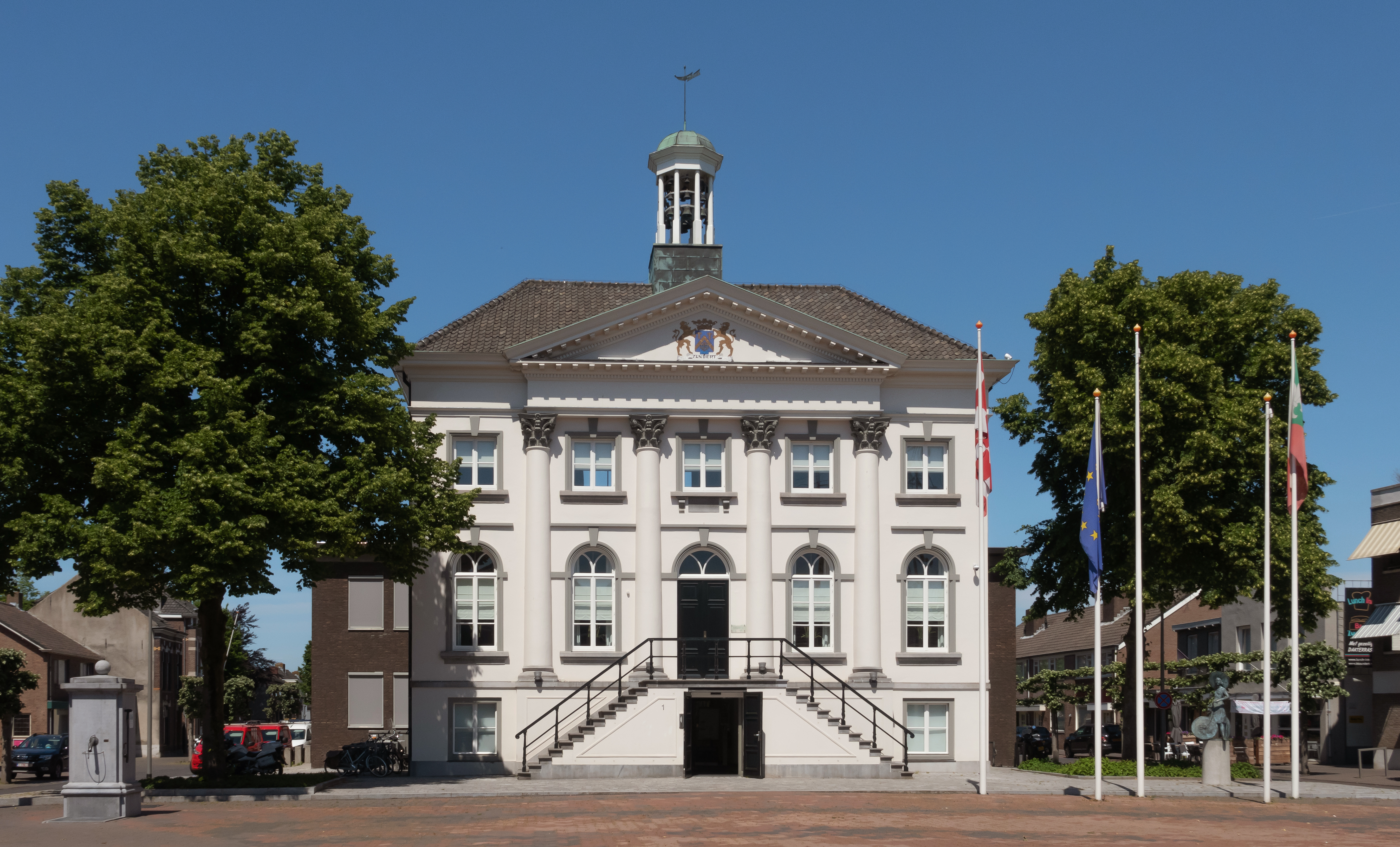
Raadhuis van Zundert

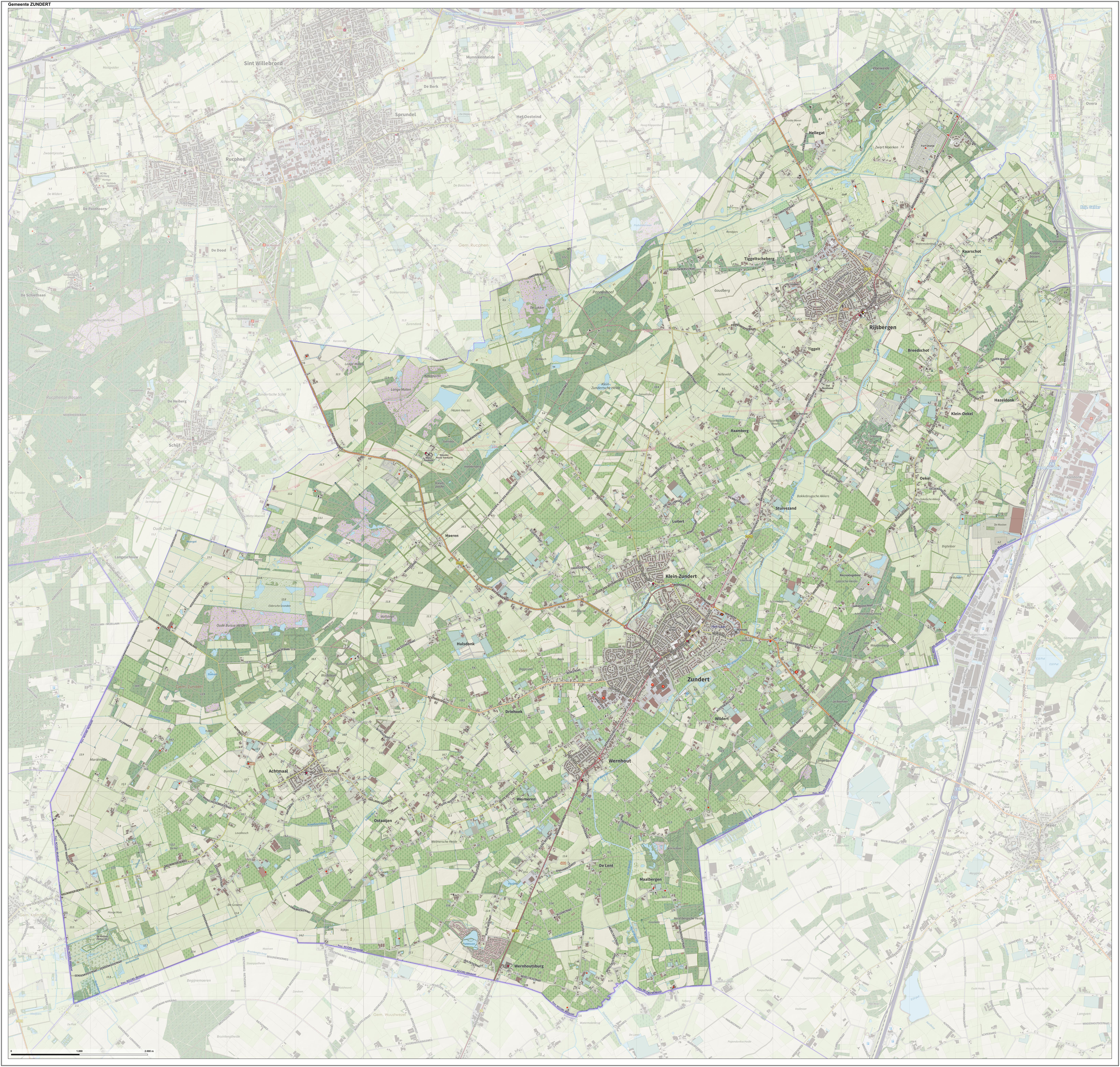
Topografische gemeentekaart van Zundert, september 2022

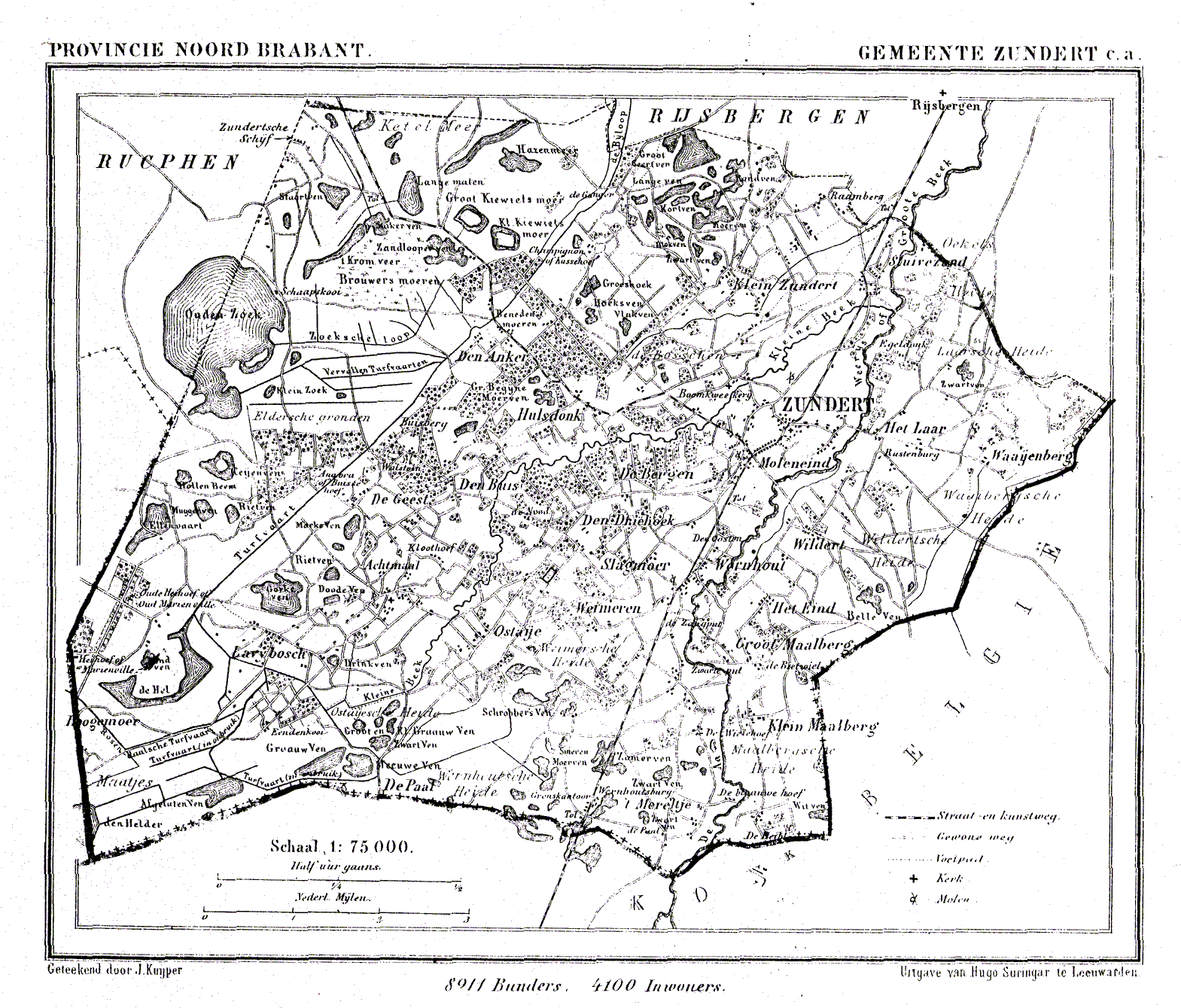
Zundert in 1865

Zundert (uitspraakⓘ) is een gemeente in de Nederlandse provincie Noord-Brabant. Op 1 januari 2024 had deze gemeente 22.545 inwoners (bron: CBS). De gemeente beslaat een oppervlakte van 119,84 km², waarvan 0,24 km² water.
Oorspronkelijk heette de gemeente: Zundert en Wernhout, daar het een samenvoeging van twee heerlijkheden was. Eind 19e eeuw werd deze naam vervangen door het eenvoudigere Zundert. Op 1 januari 1997 werd de voordien zelfstandige gemeente Rijsbergen bij Zundert gevoegd.
De gemeente bestaat uit de volgende kernen (van groot naar klein): Zundert, Rijsbergen, Wernhout, Klein-Zundert en Achtmaal.
Door de gemeente stromen de Aa of Weerijs, de Kleine Beek, de Moersloot, de Raamloop en de Bijloop.

## Geschiedenis

De vlag van Zundert van voor de gemeentelijke herindeling in 1997

De naam Zundert komen we voor het eerst tegen in een akte van 1157, waarbij de bisschop van Luik de schenking van tienden van Sunderda bevestigt.
De gemeente Zundert is aangesloten bij het Regionaal Archief West-Brabant. Het archief en fotocollectie zijn hier ondergebracht. Al het materiaal staat gratis ter beschikking van ieder die onderzoek wil doen naar zijn stamboom of naar de geschiedenis van Zundert of het omliggende gebied.
De bekendste Zundertenaar ooit is de schilder Vincent van Gogh, die in 1853 in Zundert werd geboren. Zijn geboortehuis aan de Markt in Zundert is in 1903 afgebroken, maar op de plaats waar het heeft gestaan is momenteel het Van Goghhuis gevestigd, dat in gebruik is als museum ter nagedachtenis aan de schilder.

## Werkgelegenheid
De gemeente heeft veel agrarische bedrijven, met name in de boomteelt en de aardbeienteelt. Tot in de jaren 1980 waren er diverse transportbedrijven gevestigd in en om Zundert. Na aanleg van transportzone Hazeldonk en door de gemeentelijke herindeling zijn de meeste bedrijven in Breda terechtgekomen.

## Bloemencorso Zundert
Het belangrijkste evenement in de gemeente Zundert is het bloemencorso, dat jaarlijks plaatsvindt op de eerste zondag van september. Bloemencorso Zundert bestaat sinds 1936 en is het grootste dahliacorso ter wereld. Het is een gemeentebreed evenement: alle kerkdorpen doen eraan mee. Het kerkdorp Rijsbergen werd met de gemeentelijke herindeling in 1997 samengevoegd met Zundert, en sinds 2008 neemt Rijsbergen ook deel aan het corso. Vanaf 2009 neemt ook het kerkdorp Schijf deel aan het corso. Schijf valt niet onder de gemeente Zundert (maar onder Rucphen), maar er zijn historische banden omdat voor de herindeling van 1997 een gedeelte van het kerkdorp wel onder de gemeente Zundert viel.
Het aantal deelnemende buurtschappen (en dus corsowagens) is met de deelname van Schijf gestegen tot twintig.

## Carnaval
Tijdens carnaval heten de kernen Achtmaal, Rijsbergen, Wernhout en Zundert respectievelijk Goudpoepersrijk, Aopelaand, Zaantaozelaant en het Banaonblussersrijk.

## Natuur
De gemeente Zundert kent ook vele natuurgebieden. Enkele hiervan zijn de Oude Buisse Heide, de Pannenhoef, Landgoed De Moeren en de Krochten.

## Monumenten
In de gemeente zijn er een aantal rijksmonumenten, gemeentelijke monumenten, en oorlogsmonumenten, zie:
- Lijst van rijksmonumenten in Zundert (gemeente)
- Lijst van gemeentelijke monumenten in Zundert
- Lijst van oorlogsmonumenten in Zundert

## Politiek
| CDA                                 | 5      | 6      | 4      | 4      |
| VVD                                 | 4      | 4      | 4      | 3      |
| Dorpsbelangen                       | 4      | 4      | 3      | 2      |
| Ondernemend Platteland (ONPL)*      | 2      | 2      | 3      | 5      |
| OPZ (Onafhankelijke Partij Zundert) | -      | 2      | 2      | 1      |
| D66                                 | -      | -      | 2      | 2      |
| Lokaal Perspectief                  | -      | -      | 1      | 2      |
| PvdA                                | 1      | 1      | -      | -      |
| Nieuw Zundert & Werknemersbelangen  | 1      | -      | -      | -      |
| 3D                                  | 1      | -      | -      | -      |
| Totaal                              | 19     | 19     | 19     | 19     |
| Opkomst                             | 52,01% | 49,99% | 51,24% | 49,77% |

*: tot 2013 Agrarisch Belang

## Aangrenzende gemeenten
| Aangrenzende gemeenten | Aangrenzende gemeenten | Aangrenzende gemeenten | Aangrenzende gemeenten | Aangrenzende gemeenten |
| ---------------------- | ---------------------- | ---------------------- | ---------------------- | ---------------------- |
| Rucphen                |                        | Etten-Leur             |                        | Breda                  |
|                        |                        |                        |                        |                        |
| Essen (B)              |                        |                        |                        |                        |
|                        |                        |                        |                        |                        |
| Kalmthout (B)          |                        | Wuustwezel (B)         |                        | Hoogstraten (B)        |

## Geboren
- Vincent van Gogh (1853-1890), kunstschilder